# 대한민국 형사소송법 제226조
대한민국 형사소송법 제226조는 동전에 대한 형사소송법의 조문이다.

## 조문
제226조(동전) 피해자의 법정대리인이 피의자이거나 법정대리인의 친족이 피의자인 때에는 피해자의 친족은 독립하여 고소할 수 있다.

## 참고 문헌
- 손동권 신이철, 새로운 형사소송법(초판, 2013), 세창, 2013. ISBN 9788984114081